# Japan Soccer League
La Japan Soccer League (oficialment Nihon Sakkā Rīgu, Lliga de Futbol del Japó), sovint coneguda com a JSL, fou la màxima competició futbolística del Japó, abans de la creació de la J. League.

## Història
Cada equip d'aquesta lliga representava una corporació empresarial, com a la lliga japonesa de beisbol professional, els clubs s'anomenaven pel nom de dita corporació, que era propietària del club. Els futbolistes eren amateurs i sovint empleats de la mateixa corporació, tot i que els darrers anys sovint eren pagats per jugar al futbol.
Originàriament la JSL fou formada per una única divisió, però el 1972 es creà una segona divisió. Els clubs podien unir-se a la lliga guanyant el campionat de futbol del Japó i després disputant unes eliminatòries amb els darrers classificats de la JSL. De 1973 a 1980, tant el campió com el segon de la segona divisió disputaven eliminatòries amb els darrers de la primera divisió per pujar de categoria, i des de 1984, només els segons classificats havien de jugar aquestes eliminatòries d'ascens.
Els millors clubs de la JSL foren Hitachi Ltd., Furukawa Electric, Mitsubishi Heavy Industries, Nissan Motors, Toyo Industries (Mazda) i Yomiuri Shimbun, que avui dia han esdevingut respectivament Kashiwa Reysol, JEF United Ichihara Chiba, Urawa Red Diamonds, Yokohama F. Marinos, Sanfrecce Hiroshima i Tokyo Verdy. Furukawa/JEF United fou l'únic club que mai va descendir a segona divisió.
El 1991, els propietaris dels clubs acordaren desfer la lliga i crear la nova J. League professional. La JSL es jugà fins al 1991/92 i la nova J. League començà el 1993. Els nou primers de la JSL, (a més de l'independent Shimizu S-Pulse) foren els membres fundadors de la J. League members. La resta de clubs de la JSL ingressaren a la nova Japan Football League, que esdevingué la lliga de segona categoria del país.

## Clubs participants
Nom actual del club al costat

### Els 8 clubs originals
- Furukawa Electric (1965-1992) - JEF United Ichihara Chiba
- Hitachi Head Office / Hitachi (1965-1992) - Kashiwa Reysol
- Mitsubishi Heavy Industries / Mitsubishi Motors (1965-1992) - Urawa Red Diamonds
- Toyota Automatic Loom Works (1965-1968, 1972-1973) - actualment a categories inferiors
- Nagoya Sogo Ginko (Mutual Bank) (1965-1966, 1968-1971) - Nagoya WEST.FC actualment a categories inferiors
- Yanmar Diesel (1965-1992) - Cerezo Osaka
- Toyo Industries / Mazda (1965-1992) - Sanfrecce Hiroshima
- Yawata Steel / Nippon Steel (1965-1992) - actualment a categories inferiors

### Altres clubs de Primera Divisió
- Nippon Kokan (Nippon Steel Piping) / NKK FC (1967-1992)- desaparegut
- Towa Real Estate / Fujita Industry / Fujita (1972-1992) - Shonan Bellmare
- Toyota Motor Industry / Toyota Motor (1972-1992) - Nagoya Grampus
- Tanabe Seiyaku (Pharmaceutical) (1972-1992) - actualment a categories inferiors
- Eidai Sangyo (Industries) (1972-1977) - desaparegut
- Yomiuri (1972-1992) - Tokyo Verdy
- Nissan Motors (1976-1992) - Yokohama F. Marinos
- Yamaha Motor (1979-1992) - Júbilo Iwata
- Honda (1975-1992) - Honda FC a la JFL
- Sumitomo Metal Industries (1973-1992) - Kashima Antlers
- Yokohama Tristar / ANA (1983-1992) - Yokohama Flügels
- Matsushita Electric Industrial (1984-1992) - Gamba Osaka
- Toshiba Horikawacho / Toshiba (1978-1992) - Consadole Sapporo
- Fujitsu (1972-1992) - Kawasaki Frontale

### Destacats clubs de Segona Divisió
- Kofu Club (1972-1992) - Ventforet Kofu
- Kyoto Shiko Club (1972-1978, 1988-1992) - Kyoto Purple Sanga - Kyoto Sanga FC (des de 2007) (l'escissió Kyoto Shiko Club creada el 1993 actualment juga a categories inferiors'')
- Kawasaki Steel (1986-1992) - Vissel Kobe
- NTT Kanto (1987-1992) - Omiya Ardija
- Otsuka Pharmaceutical (1990-1992) - Tokushima Vortis
- Tokyo Gas (1992-1992) - FC Tokyo
- Chūō Bohan (Central Crime Prevention) (1992-1992) - Avispa Fukuoka
- TDK (1985-1987) - TDK SC a la JFL

## Historial

### Japan Soccer League (1965-1971)
| Any  | Campió (nombre de títols) | Finalista         |
| ---- | ------------------------- | ----------------- |
| 1965 | Toyo Industries (1)       | Yawata Steel      |
| 1966 | Toyo Industries (2)       | Yawata Steel      |
| 1967 | Toyo Industries (3)       | Furukawa Electric |
| 1968 | Toyo Industries (4)       | Yanmar Diesel     |
| 1969 | Mitsubishi Motors (1)     | Toyo Industries   |
| 1970 | Toyo Industries (5)       | Mitsubishi Motors |
| 1971 | Yanmar Diesel (1)         | Mitsubishi Motors |

### Japan Soccer League Primera Divisió (1972-1992)
| Any     | Campió (nombre de títols) | Finalista         |
| ------- | ------------------------- | ----------------- |
| 1972    | Hitachi (1)               | Yanmar Diesel     |
| 1973    | Mitsubishi Motors (2)     | Hitachi           |
| 1974    | Yanmar Diesel (2)         | Mitsubishi Motors |
| 1975    | Yanmar Diesel (3)         | Mitsubishi Motors |
| 1976    | Furukawa Electric (1)     | Mitsubishi Motors |
| 1977    | Fujita Industries (1)     | Mitsubishi Motors |
| 1978    | Mitsubishi Motors (3)     | Yanmar Diesel     |
| 1979    | Fujita Industries (2)     | Yomiuri SC        |
| 1980    | Yanmar Diesel (4)         | Fujita Industries |
| 1981    | Fujita Industries (3)     | Yomiuri SC        |
| 1982    | Mitsubishi Motors (4)     | Yanmar Diesel     |
| 1983    | Yomiuri SC (1)            | Nissan Motors     |
| 1984    | Yomiuri SC (2)            | Nissan Motors     |
| 1985-86 | Furukawa Electric (2)     | Nippon Kokan      |
| 1986-87 | Yomiuri SC (3)            | Nippon Kokan      |
| 1987-88 | Yamaha Motors (1)         | Nippon Kokan      |
| 1988-89 | Nissan Motors (1)         | ANA               |
| 1989-90 | Nissan Motors (2)         | Yomiuri SC        |
| 1990-91 | Yomiuri SC (4)            | Nissan Motors     |
| 1991-92 | Yomiuri SC (5)            | Nissan Motors     |